# 로베르 와세주
로베르 와세주(프랑스어: Robert Waseige; 1939년 8월 26일, 리에주 주 로쿠르 ~ 2019년 7월 17일, 리에주 주 리에주)는 벨기에의 전 축구 선수이자 감독이다.

## 경력
리에주를 지휘하던 시절, 그는 1989-90 시즌 벨기에 컵을 우승했다. 그는 유로 2000을 앞두고 벨기에 국가대표팀 감독으로 취임했고, 2002년 월드컵에서 16강에 올랐다.
그는 이후 국가대표팀을 떠나 2002 월드컵 대회 전에 계약했던 스탕다르 리에주로 복귀했다. 그러나, 그는 벨기에 프로 리그에서의 성적 부진으로 해임되었고, 그의 후임으로 도미니크 도노프리오 감독이 대행했다. 그는 이후 알제리 국가대표팀을 지도했다. 와세주는 몇몇 구단을 지휘한 적이 있다: 빈터르슬라흐, 리에주, 로케런, 샤를루아, 브뤼셀, 그리고 포르투갈의 스포르팅 리스본. 현역 시절, 그는 리에주, 라싱 화이트 브뤼셀, 그리고 빈터르슬라흐에서 경기에 출전했다. 그는 벨기에 민영 텔레비전 방송 BeTV에서 설계사를 맡기도 했다. 2019년 7월 17일, 심장 및 신장 지병으로 투병하던 그는 리에주의 병원에서 영면에 들었다.

## 수상

### 선수
라싱 화이트 브뤼셀
- 벨기에 2부 리그: 1964–65[3]

### 선수 겸 감독
빈터르슬라흐
- 벨기에 3부 리그: 1971–72[3]

### 감독
빈터르슬라흐
- 벨기에 2부 리그: 1975–76[3]

리에주
- 벨기에 컵
  - 우승: 1989–90;[3]
  - 준우승: 1986–87[3]
- 벨기에 리그컵: 1986

벨기에
- 월드컵 페어플레이상: 2002 World Cup[4]

### 개인
- 벨기에 프로 축구 올해의 감독: 1984–85 (RFC Liège), 1993–94 (샤를루아), 1994–95 (스탕다르 리에주)[5]